# Desmognathus santeetlah
Espèce
Statut de conservation UICN

 LC  : Préoccupation mineure
Desmognathus santeetlah est une espèce d'urodèles de la famille des Plethodontidae.

## Répartition
Cette espèce est endémique des États-Unis. Elle se rencontre dans l'ouest de la Caroline du Nord et dans l'est du Tennessee.

## Étymologie
Cette espèce est nommée en référence au lieu de sa découverte, Santeetlah, qui pourrait être dérivé d'un mot cherokee signifiant "eau bleue".

## Publication originale
- Tilley, 1981 : A new species of Desmognathus (Amphibia: Caudata: Plethodontidae) from the southern Appalachian Mountains. Occasional Papers of the Museum of Zoology, University of Michigan, no 695, p. 1-23 (texte intégral).